# Albert Castiglia
Albert Castiglia (New York, 1969. augusztus 12. –) amerikai  bluesénekes, dalszerző, gitáros. Castiglia dolgozott Junior Wells, Sandra Hall, Aron Burton, Pinetop Perkins, Melvin Taylor, Sugar Blue, Phil Guy, Ronnie Earl, Billy Boy Arnold, Ronnie Baker Brooks, John Primer, Lurrie Bell, Jerry Portnoy, Larry McCray, Eddy Clearwater és Otis Clay mellett − különféle szerepekben. Énekstílusát Van Morrisonéhoz hasonlítják.
| Kattints az alábbi külső linkek egyikére! | Kattints az alábbi külső linkek egyikére! |
| ----------------------------------------- | ----------------------------------------- |
| Nem található szabad kép.(?)              |                                           |
| külső link · jogvédett                    | Albert Castiglia                          |

## Pályafutása
Castiglia New Yorkban született, Miamiban nőtt fel olasz apa és kubai anya gyermekeként. A főiskolai tanulmányait követően Castiglia négy évig dolgozott Florida szociális szolgálati nyomozójaként. 1990-ben csatlakozott a „Miami Blues Authorityhoz”. 1996-ban megismerte Junior Wells énekest és csatlakozott turnézenekarához. Wells szólógitárosaként dolgozott Wells 1998-ban bekövetkezett haláláig.
Ekkor már Chicagóban élt, és Sandra Hallal turnézott.
2002-ben Castiglia csatlakozott David Shelley-hez egy „blues and roots szupercsapathoz” Alligator Alley-ben (Florida). Első önálló munkája, a „Burn” 2004-ben jelent meg saját kiadásában, majd 2006-ban a „The Bittersweet Sessions”. A Blues Leaf Records ezután kiadta Castiglia 2006-os albumát („A Stone's Throw”). 2008-ban jelent meg a „These Are the Days”, amely Junior Wells előtt tiszteleg; aztán a Bob Dylan „Catfish”. 2002-ben Castiglia csatlakozott David Shelley-hez egy "blues and roots szupercsapathoz" Alligator Alley-ben (Florida).
Első önálló munkája, a "Burn" 2004-ben jelent meg saját kiadásában, majd 2006-ban a "The Bittersweet Sessions". A Blues Leaf Records ezután kiadta Castiglia 2006-os albumát ("A Stone's Throw"). 2008-ban jelent meg a "These Are the Days", amely Junior Wells előtt tiszteleg; aztán a Bob Dylan „Catfish” következett.
New Jerseyben rögzítettek öt Castiglia által írt számot, valamint John Lee Hooker dalokat. 2013 decemberében a Castiglia fellépett a Bradenton Blues Fesztiválon. 2014-ben szerződést írt alá a Ruf Records-szal. Megjelent a hetedik albuma. A "Solid Ground" a 10. helyezett lett a Billboard Top Blues Albums listáján. 2020 májusában Castiglia elnyerte a Blues Music Award díjat „Az év blues rock albuma” kategóriában „Masterpiece” című albumával. 2023-ban két Blues Music Awards díjat nyert „Az év blues rock előadója” és „az év blues rockalbuma” kategóriában.

## Albumok
- 2004: Burn
- 2006: The Bittersweet Sessions
- 2006: A Stone's Throw
- 2008: These Are the Days
- 2010: Keepin On
- 2012: Living the Dream
- 2014: Solid Ground
- 2015: Blues Caravan
- 2016: Big Dog
- 2017: Up All Night
- 2019: Masterpiece
- 2020: Wild And Free
- 2022: I Got Love

## Díjak
- A Miami New Times, (tekintélyes alternatív zenei magazin) a „legjobb bluesgitárosnak” választotta 1997-ben.
- Roots Music Report pedig 2011-ben és 2012-ben legjobb bluesalbum szerzőjeként értékelte.

- Blues Music Award-ra jelölték „Bad Year Blues” című daláért.